# Stade Marseillais Université Club (pallamano maschile)
Lo Stade Marseillais Université Club era una squadra di pallamano maschile francese dell'omonima polisportiva con sede a Marsiglia.

Fu fondata nel 1941 ed ha cessato l'attività nel 1989.

## Palmarès

### Trofei nazionali
- Campionato francese: 5
  - 1964-65, 1966-67, 1968-69, 1974-75, 1983-84.
- Coppa di Francia: 1
  - 1975-76.